# Mirko Šarović
Mirko Šarović (cyr. Мирко Шаровић) (ur. 16 września 1956 w Rogaticy) – bośniacki Serb, polityk Bośni i Hercegowiny, były członek Prezydium Bośni i Hercegowiny, reprezentujący naród serbski.
Šarović zrezygnował 2 kwietnia 2003 po oskarżeniach związanych z organizacją nielegalnego handlu bronią z Irakiem.